# Ta-ku
Regan Matthews, mieux connu sous son nom de scène Ta-ku, est un musicien, producteur et photographe australien.
Son premier EP Songs To Break Up To  est sorti le 8 octobre 2013 via les labels HW&W Records et Sunday Records. Son EP suivant, Songs To Make Up To est sorti en juin 2015 sur les labels Future Classic et Fool's Gold Records, et se classa à la 18e place du classement ARIA Album Chart.
Ta-ku a participé à une Boiler Room et a joué en Australie, notamment au festival Listen Out en 2014. En mai 2015, Ta-ku est Youth Speaker à TEDxSydney. Matthews est aussi le co-créateur d'un barbier, Weston's Barbershop, à Perth.
Ta-ku a fait ses débuts en live au MoMA PS1 de New York en octobre 2015,.
En 2016, Ta-ku collabore avec le chanteur-compositeur Wafia (en) pour sortir l'album (m)edian.